# Auradé
Auradé est une commune française située dans le sud-est du département du Gers en région Occitanie. Sur le plan historique et culturel, la commune est dans le Savès, une petite province gasconne correspondant au cours moyen de la Save.
Exposée à un climat océanique altéré, elle est drainée par la Save, la Boulouze, le Guignorieu, le ruisseau de Montoussé et par divers autres petits cours d'eau. La commune possède un patrimoine naturel remarquable composé de deux zones naturelles d'intérêt écologique, faunistique et floristique.
Auradé est une commune rurale qui compte 676 habitants en 2022, après avoir connu une forte hausse de la population depuis 1968.  Elle fait partie de l'aire d'attraction de Toulouse. Ses habitants sont appelés les Auradéens ou  Auradéennes.

## Géographie

### Localisation
La commune d'Auradé se situe au sud-est du canton de L'Isle-Jourdain et dans l'arrondissement d'Auch, à 7 km au sud de L'Isle-Jourdain, entre les vallées de la Save et de la Boulouze. Elle fait partie de l'aire d'attraction de Toulouse. C'est une commune limitrophe avec le département de la Haute-Garonne.

### Communes limitrophes
Les communes limitrophes sont L'Isle-Jourdain, Bonrepos-sur-Aussonnelle, Empeaux, Saint-Thomas, Endoufielle, Lias, Marestaing et Seysses-Savès.
| Marestaing                         | L'Isle-Jourdain         | Lias                                     |
| Endoufielle                        | Auradé                  | Bonrepos-sur-Aussonnelle (Haute-Garonne) |
| Seysses-Savès (par un quadripoint) | Empeaux (Haute-Garonne) | Saint-Thomas (Haute-Garonne)             |

### Géologie et relief
Le village d'Auradé est situé sur les coteaux de la vallée de la Save. La superficie de la commune est de 2 132 hectares ; son altitude varie de 143  à   311 mètres.
Auradé se situe en zone de sismicité 1 (sismicité très faible).

### Hydrographie

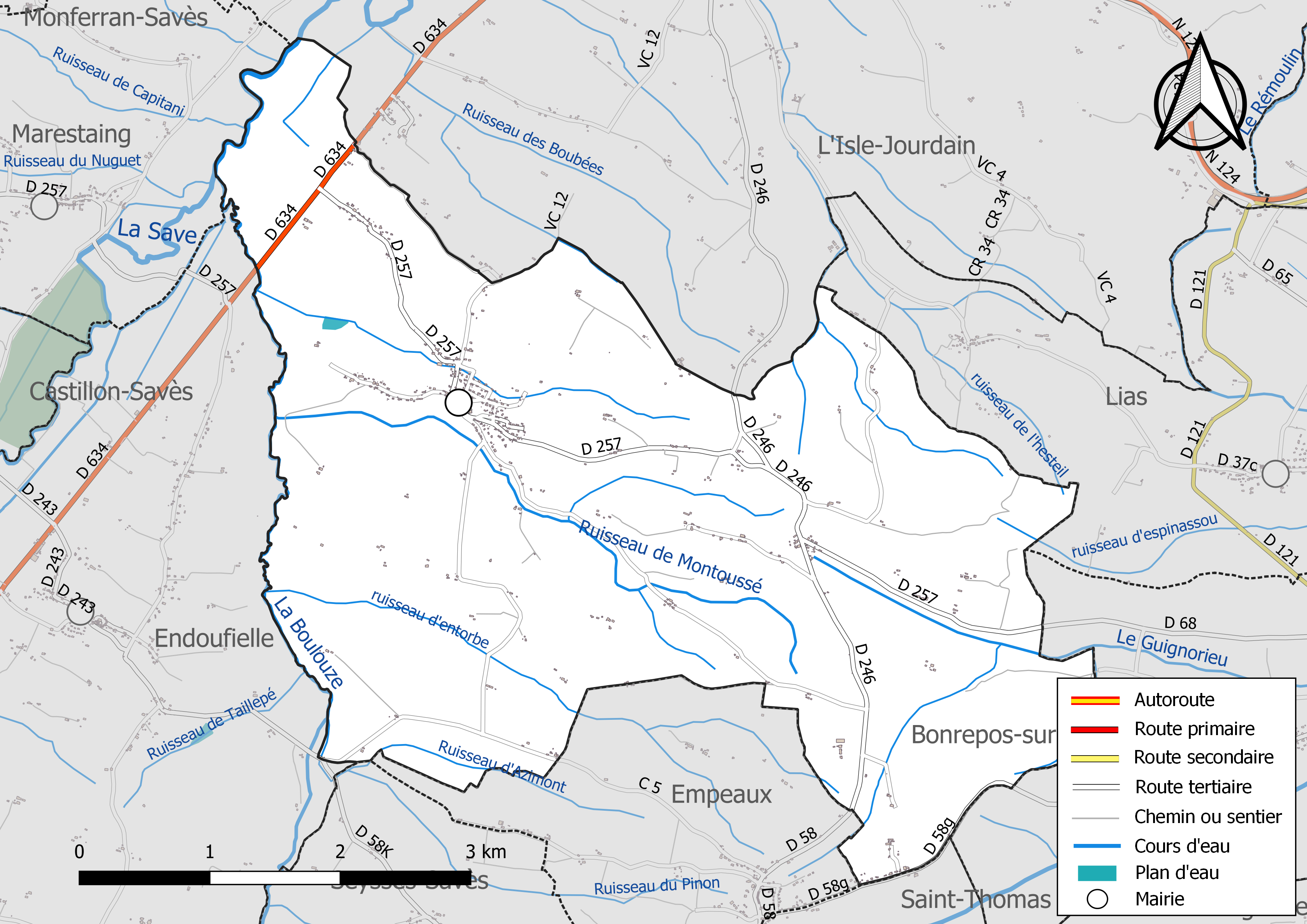
Réseaux hydrographique et routier d'Auradé.

La commune est dans le bassin de la Garonne, au sein du bassin hydrographique Adour-Garonne. Elle est drainée par la Save, la Boulouze, le Guignorieu, le ruisseau de Montoussé, le ruisseau d'Azimont, le ruisseau de Capitani, le ruisseau de l'hesteil, le ruisseau d'entorbe, le ruisseau d'espinassou, le ruisseau du Pinon et par divers petits cours d'eau, qui constituent un réseau hydrographique de 30 km de longueur totale,.
La Save, d'une longueur totale de 143 km, prend sa source dans la commune de Lannemezan et s'écoule du sud-ouest vers le nord-est. Elle traverse la commune et se jette dans la Garonne à Grenade, après avoir traversé 46 communes.
La Boulouze, d'une longueur totale de 19,7 km, prend sa source dans la commune de Lahage et s'écoule vers le nord. Elle traverse la commune et se jette dans La Save à Marestaing, après avoir traversé 10 communes.

### Climat
Pour des articles plus généraux, voir Climat de l'Occitanie et Climat du Gers.
En 2010, le climat de la commune est de type climat du Bassin du Sud-Ouest, selon une étude s'appuyant sur une série de données couvrant la période 1971-2000. En 2020, Météo-France publie une typologie des climats de la France métropolitaine dans laquelle la commune est exposée à un climat océanique altéré et est dans la région climatique Aquitaine, Gascogne, caractérisée par une pluviométrie abondante au printemps, modérée en automne, un faible ensoleillement au printemps, un été chaud (19,5 °C), des vents faibles, des brouillards fréquents en automne et en hiver et des orages fréquents en été (15 à 20 jours).
Pour la période 1971-2000, la température annuelle moyenne est de 13,1 °C, avec une amplitude thermique annuelle de 15,7 °C. Le cumul annuel moyen de précipitations est de 728 mm, avec 9,1 jours de précipitations en janvier et 5,8 jours en juillet. Pour la période 1991-2020, la température moyenne annuelle observée sur la station météorologique la plus proche, située sur la commune de L'Isle-Jourdain à 5 km à vol d'oiseau, est de 13,8 °C et le cumul annuel moyen de précipitations est de 708,9 mm,. Pour l'avenir, les paramètres climatiques de la commune estimés pour 2050 selon différents scénarios d'émission de gaz à effet de serre sont consultables sur un site dédié publié par Météo-France en novembre 2022.

### Milieux naturels et biodiversité

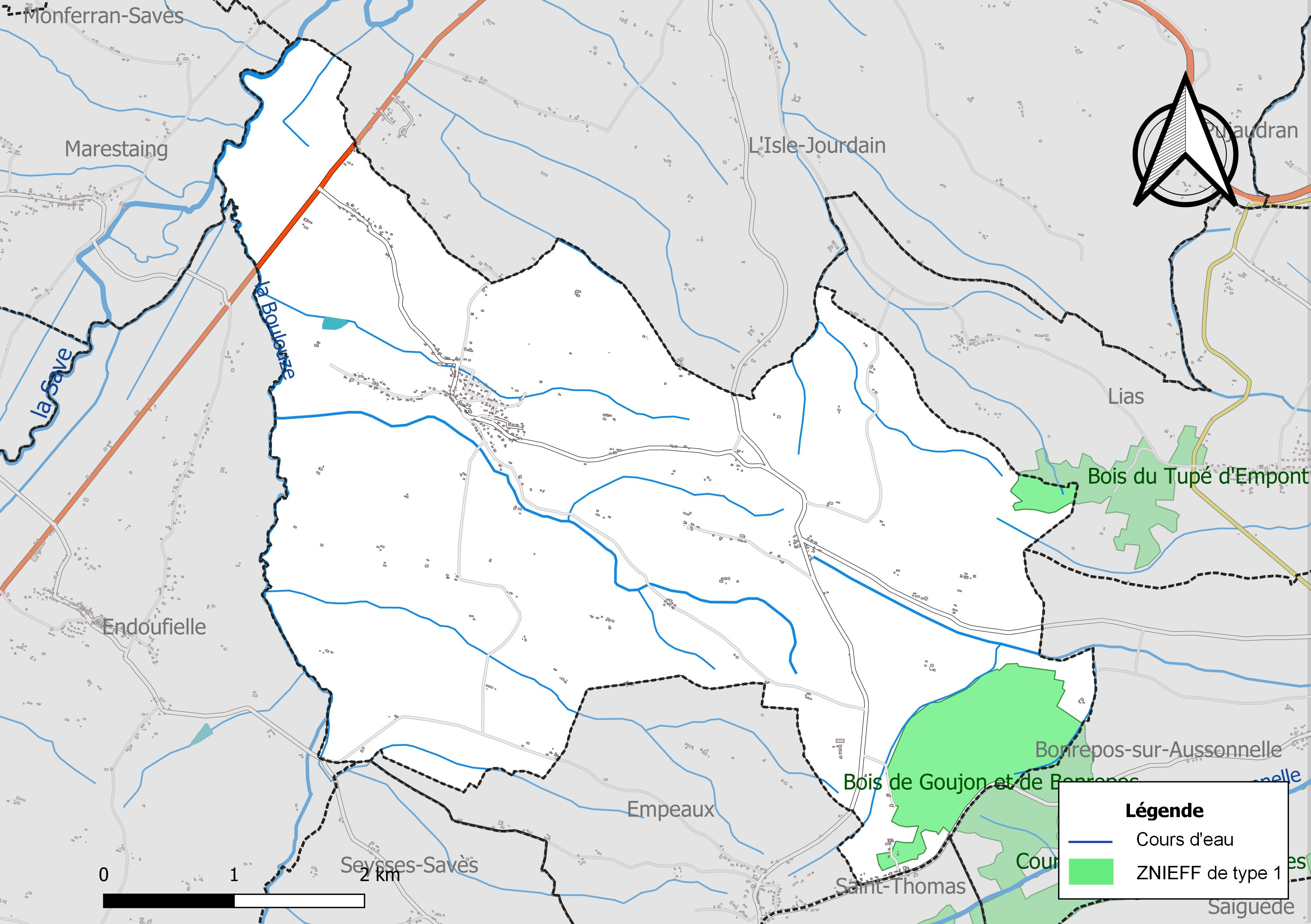
Carte des ZNIEFF de type 1 localisées sur la commune.

L’inventaire des zones naturelles d'intérêt écologique, faunistique et floristique (ZNIEFF) a pour objectif de réaliser une couverture des zones les plus intéressantes sur le plan écologique, essentiellement dans la perspective d’améliorer la connaissance du patrimoine naturel national et de fournir aux différents décideurs un outil d’aide à la prise en compte de l’environnement dans l’aménagement du territoire.
Deux ZNIEFF de type 1 sont recensées sur la commune :
les « bois de Goujon et de Bonrepos » (240 ha), couvrant 4 communes dont trois dans la Haute-Garonne et une dans le Gers, et 
le « bois du Tupé d'Empont » (61 ha), couvrant 2 communes du département.

## Urbanisme

### Typologie
Au 1er janvier 2024, Auradé est catégorisée commune rurale à habitat dispersé, selon la nouvelle grille communale de densité à sept niveaux définie par l'Insee en 2022.
Elle est située hors unité urbaine. Par ailleurs la commune fait partie de l'aire d'attraction de Toulouse, dont elle est une commune de la couronne,. Cette aire, qui regroupe 527 communes, est catégorisée dans les aires de 700 000 habitants ou plus (hors Paris),.

### Occupation des sols
L'occupation des sols de la commune, telle qu'elle ressort de la base de données européenne d’occupation biophysique des sols Corine Land Cover (CLC), est marquée par l'importance des territoires agricoles (91 % en 2018), en diminution par rapport à 1990 (93 %). La répartition détaillée en 2018 est la suivante : 
terres arables (85,9 %), forêts (7 %), zones agricoles hétérogènes (5 %), zones urbanisées (2 %). L'évolution de l’occupation des sols de la commune et de ses infrastructures peut être observée sur les différentes représentations cartographiques du territoire : la carte de Cassini (XVIIIe siècle), la carte d'état-major (1820-1866) et les cartes ou photos aériennes de l'IGN pour la période actuelle (1950 à aujourd'hui).

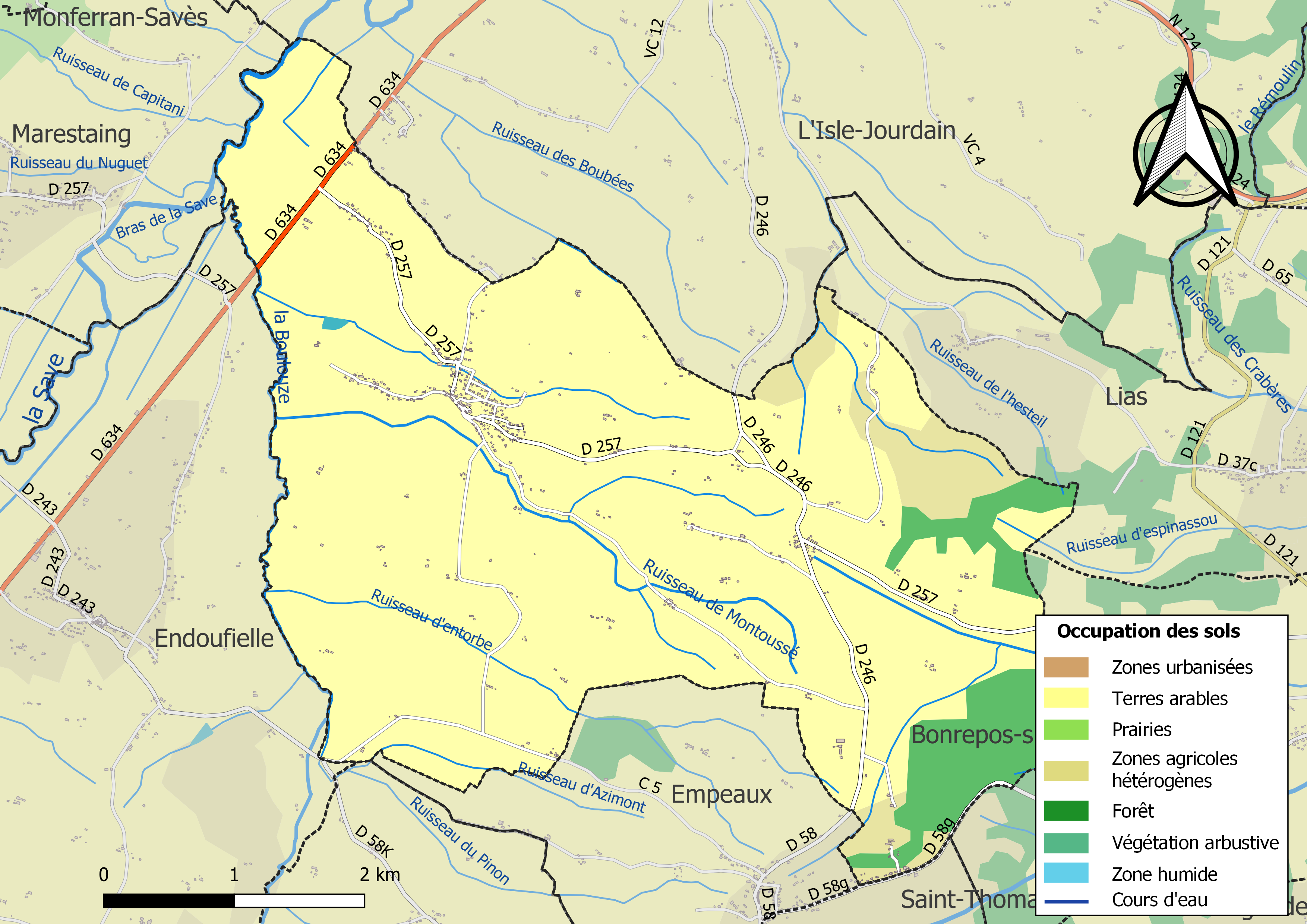
Carte des infrastructures et de l'occupation des sols de la commune en 2018 (CLC).

### Voies de communication et transports
La commune est traversée d'ouest en est par la départementale 257 ; elle est aussi traversée à son extrémité ouest par la départementale 634 ancienne route nationale 634 reliant L'Isle-Jourdain à Samatan.

### Risques majeurs
Le territoire de la commune d'Auradé est vulnérable à différents aléas naturels : météorologiques (tempête, orage, neige, grand froid, canicule ou sécheresse), inondations et séisme (sismicité très faible). Il est également exposé à un risque technologique,  le transport de matières dangereuses. Un site publié par le BRGM permet d'évaluer simplement et rapidement les risques d'un bien localisé soit par son adresse soit par le numéro de sa parcelle.

#### Risques naturels
Certaines parties du territoire communal sont susceptibles d’être affectées par le risque d’inondation par débordement de cours d'eau, notamment la Save et la Boulouze. La cartographie des zones inondables en ex-Midi-Pyrénées réalisée dans le cadre du XIe Contrat de plan État-région, visant à informer les citoyens et les décideurs sur le risque d’inondation, est accessible sur le site de la DREAL Occitanie. La commune a été reconnue en état de catastrophe naturelle au titre des dommages causés par les inondations et coulées de boue survenues en 1999, 2009 et 2014,.

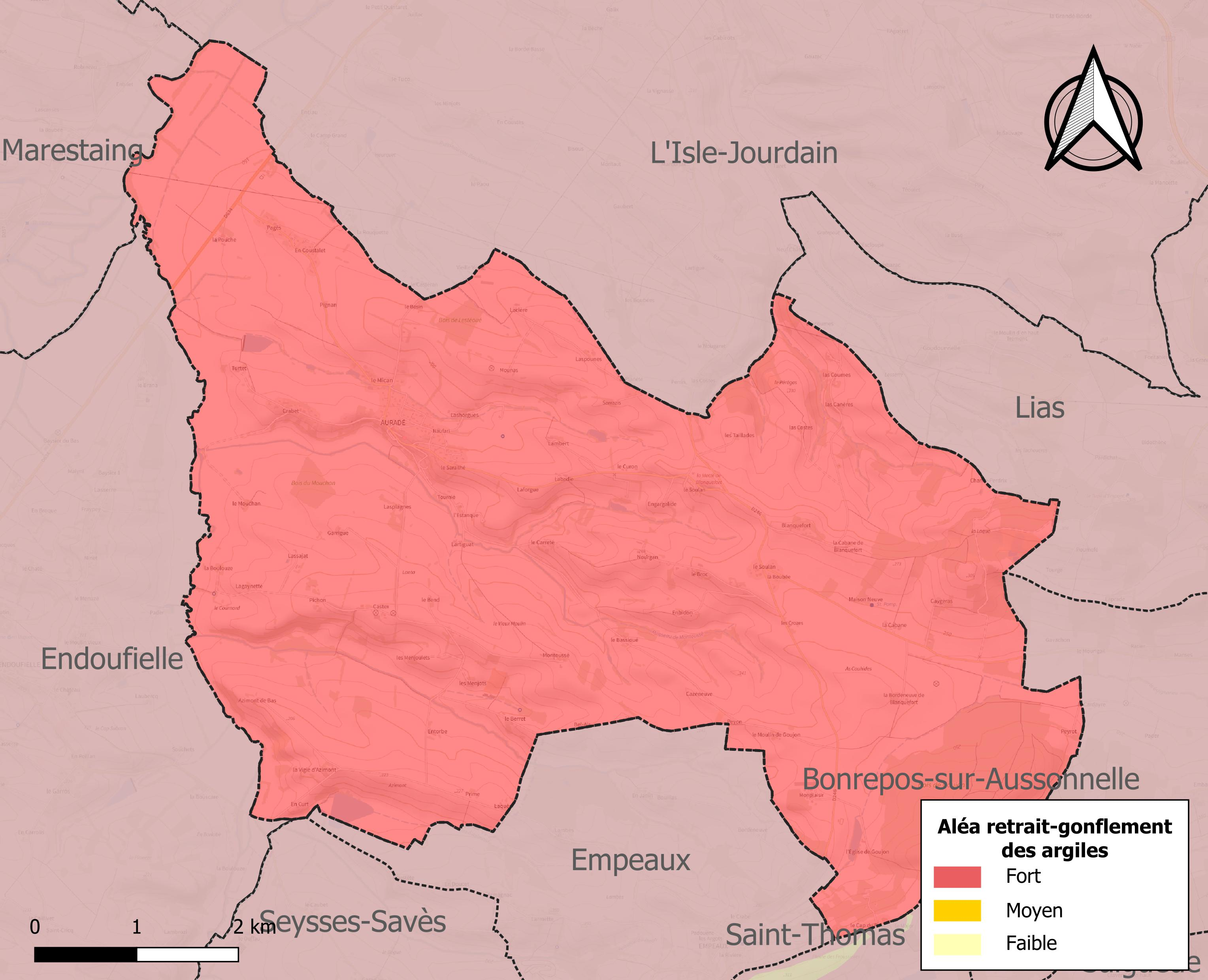
Carte des zones d'aléa retrait-gonflement des sols argileux d'Auradé.

Le retrait-gonflement des sols argileux est susceptible d'engendrer des dommages importants aux bâtiments en cas d’alternance de périodes de sécheresse et de pluie. La totalité de la commune est en aléa moyen ou fort (94,5 % au niveau départemental et 48,5 % au niveau national). Sur les 277 bâtiments dénombrés sur la commune en 2019, 277 sont en aléa moyen ou fort, soit 100 %, à comparer aux 93 % au niveau départemental et 54 % au niveau national. Une cartographie de l'exposition du territoire national au retrait gonflement des sols argileux est disponible sur le site du BRGM,.
Par ailleurs, afin de mieux appréhender le risque d’affaissement de terrain, l'inventaire national des cavités souterraines permet de localiser celles situées sur la commune.
Concernant les mouvements de terrains, la commune a été reconnue en état de catastrophe naturelle au titre des dommages causés par la sécheresse en 1989, 1992, 1998, 2003, 2011 et 2016 et par des mouvements de terrain en 1999.

#### Risques technologiques
Le risque de transport de matières dangereuses sur la commune est lié à sa traversée par des infrastructures routières ou ferroviaires importantes ou la présence d'une canalisation de transport d'hydrocarbures. Un accident se produisant sur de telles infrastructures est en effet susceptible d’avoir des effets graves au bâti ou aux personnes jusqu’à 350 m, selon la nature du matériau transporté. Des dispositions d’urbanisme peuvent être préconisées en conséquence.

## Toponymie
Le nom de la commune en gascon est Auradèr.
Auradé vient de l'occitan gascon Auradèr qui veut dire oratoire, c'est-à-dire un petit édifice religieux sur une hauteur.

## Histoire
Au Moyen Âge cette commune faisait partie avec sept autres, d'un petit territoire qui s'étendait entre L'Isle Jourdain et Samatan appelé Cogotois. Ce dernier fut érigé en vicomté en 1342 par lettres patentes de Philippe VI de Valois au bénéfice du baron Bernard de Marestang. En 1791, le dernier vicomte du Cogotois, Henri Thomas de Preissac, marquis de Marestang ayant émigré en Espagne tous ses biens  furent confisqués et le Cogotois divisé en 60 lots pour être vendus comme biens nationaux. Celui d'Auradé comprenait un château des métairies et quelques lots de terres cultivables.

## Politique et administration

### Administration municipale
Le nombre d'habitants au recensement de 2011 étant compris entre 500 et 1 499 habitants, le nombre de membres du conseil municipal pour l'élection de 2014 est de quinze,.

### Rattachements administratifs et électoraux
Commune faisant partie de la communauté de communes de la Gascogne Toulousaine et du canton de L'Isle-Jourdain et avant le 1er janvier 2017 elle faisait partie de la communauté de communes de la Save Lisloise.

### Liste des maires
| Période | Période | Identité                   | Étiquette | Qualité                                |
| ------- | ------- | -------------------------- | --------- | -------------------------------------- |
| 1792    | 1793    | Arnaud Pages               |           |                                        |
| 1792    | 1795    | Paul Laguens               |           |                                        |
| 1793    | 1797    | François Pourcet           |           |                                        |
| 1795    | 1809    | François Desclaux          |           |                                        |
| 1797    | 1798    | Thomas Fourtine            |           |                                        |
| 1798    | 1799    | Louis Montagnac            |           |                                        |
| 1799    | 1800    | François Pourcet           |           |                                        |
| 1800    | 1804    | Arnaud Pages               |           |                                        |
| 1804    | 1811    | François Pourcet           |           |                                        |
| 1809    | 1817    | Jean Desclaux              |           |                                        |
| 1811    | 1830    | Joseph Cazeneuve           |           |                                        |
| 1817    | 1821    | Dominique Alphonse Grasset |           |                                        |
| 1821    | 1827    | Pierre Ponsin              |           |                                        |
| 1830    | 1831    | Jean Desclaux              |           |                                        |
| 1831    | 1857    | François Julien Cestare    |           |                                        |
| 1857    | 1859    | Jean-pierre Raynaud        |           |                                        |
| 1859    | 1870    | Léonce Flilhouze           |           |                                        |
| 1870    | 1871    | Jean Raynaud               |           |                                        |
| 1871    | 1874    | Jean Ducasse               |           |                                        |
| 1874    | 1889    | Léonce Filhouze            |           |                                        |
| 1889    | 1892    | Jean Ducasse               |           |                                        |
| 1892    | 1906    | Charles Filhouze           |           |                                        |
| 1906    | 1919    | Jean-baptiste Darrieux     |           |                                        |
| 1919    | 1925    | Casimir Desvignes          |           |                                        |
| 1925    | 1929    | Maurice Sabathier          |           |                                        |
| 1929    | 1941    | François Brouzes           |           |                                        |
| 1941    | 1944    | Norbert Baylac             |           |                                        |
| 1944    | 1950    | Osmin Melac                |           |                                        |
| 1950    | 1953    | Léopold Campan             |           |                                        |
| 1953    | 1971    | Yves Gomez                 |           |                                        |
| 1971    | 1989    | André Marestaing           | PCF       |                                        |
| 1989    |         | Francis Larroque           | DVD       | Agriculteur - Conseiller départemental |

## Population et société

### Démographie
L'évolution du nombre d'habitants est connue à travers les recensements de la population effectués dans la commune depuis 1793. Pour les communes de moins de 10 000 habitants, une enquête de recensement portant sur toute la population est réalisée tous les cinq ans, les populations de référence des années intermédiaires étant quant à elles estimées par interpolation ou extrapolation. Pour la commune, le premier recensement exhaustif entrant dans le cadre du nouveau dispositif a été réalisé en 2004.

En 2022, la commune comptait 676 habitants, en évolution de +0,9 % par rapport à 2016 (Gers : +1,04 %, France hors Mayotte : +2,11 %).
| 1793 | 1800 | 1806 | 1821 | 1831 | 1841 | 1846 | 1851 | 1856 |
| ---- | ---- | ---- | ---- | ---- | ---- | ---- | ---- | ---- |
| 706  | 715  | 993  | 741  | 846  | 866  | 855  | 720  | 793  |

| 1861 | 1866 | 1872 | 1876 | 1881 | 1886 | 1891 | 1896 | 1901 |
| ---- | ---- | ---- | ---- | ---- | ---- | ---- | ---- | ---- |
| 756  | 741  | 675  | 673  | 619  | 654  | 658  | 624  | 606  |

| 1906 | 1911 | 1921 | 1926 | 1931 | 1936 | 1946 | 1954 | 1962 |
| ---- | ---- | ---- | ---- | ---- | ---- | ---- | ---- | ---- |
| 608  | 605  | 543  | 593  | 566  | 559  | 481  | 412  | 358  |

| 1968 | 1975 | 1982 | 1990 | 1999 | 2004 | 2006 | 2009 | 2014 |
| ---- | ---- | ---- | ---- | ---- | ---- | ---- | ---- | ---- |
| 318  | 320  | 329  | 322  | 388  | 501  | 520  | 610  | 656  |

| 2019 | 2022 | - | - | - | - | - | - | - |
| ---- | ---- | - | - | - | - | - | - | - |
| 672  | 676  | - | - | - | - | - | - | - |

| selon la population municipale des années : | 1968 | 1975 | 1982 | 1990 | 1999 | 2006 | 2009 | 2013 |
| Rang de la commune dans le département      | 116  | 110  | 98   | 90   | 72   | 59   | 50   | 50   |
| Nombre de communes du département           | 466  | 462  | 462  | 462  | 463  | 463  | 463  | 463  |

### Enseignement
Auradé fait partie de l'académie de Toulouse.
Auradé dispose d'une école élémentaire publique (86 élèves en 2013).

### Manifestations culturelles et festivités
- Foyer des associations d'Auradé[39].
- Fête locale : Le dernier week-end plein de juin.
- Course à pied solidaire "La boucle auradéenne" au profit de l'AFSAA le samedi matin du week-end de la fête locale.
- Vide grenier : le deuxième dimanche d'octobre

### Activités sportives
Boule lyonnaise (boulodrome couvert qui a ouvert en 1971 et école de boules), Yoga, chasse.

## Économie

### Revenus
En 2018  (données Insee publiées en septembre 2021), la commune compte 248 ménages fiscaux, regroupant 682 personnes. La médiane du revenu disponible par unité de consommation est de 27 130 € (20 820 € dans le département).

### Emploi
|                | 2008  | 2013  | 2018  |
| -------------- | ----- | ----- | ----- |
| Commune        | 3,4 % | 4,7 % | 2,8 % |
| Département    | 6,1 % | 7,5 % | 8,2 % |
| France entière | 8,3 % | 10 %  | 10 %  |

En 2018, la population âgée de 15 à 64 ans s'élève à 429 personnes, parmi lesquelles on compte 80 % d'actifs (77,2 % ayant un emploi et 2,8 % de chômeurs) et 20 % d'inactifs,. Depuis 2008, le taux de chômage communal (au sens du recensement) des 15-64 ans est inférieur à celui de la France et du département.
La commune fait partie de la couronne de l'aire d'attraction de Toulouse, du fait qu'au moins 15 % des actifs travaillent dans le pôle,. Elle compte 64 emplois en 2018, contre 74 en 2013 et 57 en 2008. Le nombre d'actifs ayant un emploi résidant dans la commune est de 335, soit un indicateur de concentration d'emploi de 19 % et un taux d'activité parmi les 15 ans ou plus de 68,4 %.
Sur ces 335 actifs de 15 ans ou plus ayant un emploi, 37 travaillent dans la commune, soit 11 % des habitants. Pour se rendre au travail, 89,9 % des habitants utilisent un véhicule personnel ou de fonction à quatre roues, 1,5 % les transports en commun, 3,6 % s'y rendent en deux-roues, à vélo ou à pied et 5,1 % n'ont pas besoin de transport (travail au domicile).

### Activités hors agriculture
41 établissements sont implantés  à Auradé au 31 décembre 2019. Le tableau ci-dessous en détaille le nombre par secteur d'activité et compare les ratios avec ceux du département,.
| Secteur d'activité                                                                                        | Commune | Commune | Département |
| Secteur d'activité                                                                                        | Nombre  | %       | %           |
| --- | ------- | ------- | ----------- |
| Ensemble                                                                                                  | 41      | 100 %   | (100 %)     |
| Industrie manufacturière, industries extractives et autres                                                | 5       | 12,2 %  | (12,3 %)    |
| Construction                                                                                              | 13      | 31,7 %  | (14,6 %)    |
| Commerce de gros et de détail, transports, hébergement et restauration                                    | 7       | 17,1 %  | (27,7 %)    |
| Information et communication                                                                              | 5       | 12,2 %  | (1,8 %)     |
| Activités financières et d'assurance                                                                      | 1       | 2,4 %   | (3,5 %)     |
| Activités immobilières                                                                                    | 3       | 7,3 %   | (5,2 %)     |
| Activités spécialisées, scientifiques et techniques et activités de services administratifs et de soutien | 2       | 4,9 %   | (14,4 %)    |
| Administration publique, enseignement, santé humaine et action sociale                                    | 3       | 7,3 %   | (12,3 %)    |
| Autres activités de services                                                                              | 2       | 4,9 %   | (8,3 %)     |

Le secteur de la construction est prépondérant sur la commune puisqu'il représente 31,7 % du nombre total d'établissements de la commune (13 sur les 41 entreprises implantées  à Auradé), contre 14,6 % au niveau départemental.

### Agriculture
La commune est dans les « Coteaux du Gers », une petite région agricole occupant l'est du département du Gers. En 2020, l'orientation technico-économique de l'agriculture  sur la commune est la culture de céréales et/ou d'oléoprotéagineuses.
|               | 1988  | 2000  | 2010  | 2020  |
| ------------- | ----- | ----- | ----- | ----- |
| Exploitations | 39    | 26    | 24    | 21    |
| SAU (ha)      | 2 308 | 2 193 | 2 171 | 1 766 |

Le nombre d'exploitations agricoles en activité et ayant leur siège dans la commune est passé de 39 lors du recensement agricole de 1988  à 26 en 2000 puis à 24 en 2010 et enfin à 21 en 2020, soit une baisse de 46 % en 32 ans. Le même mouvement est observé à l'échelle du département qui a perdu pendant cette période 51 % de ses exploitations,. La surface agricole utilisée sur la commune a également diminué, passant de 2 308 ha en 1988 à 1 766 ha en 2020. Parallèlement la surface agricole utilisée moyenne par exploitation a augmenté, passant de 59 à 84 ha.

## Culture locale et patrimoine

### Lieux et monuments
- Église Saint-Pierre.
- Motte de Blanquefort.

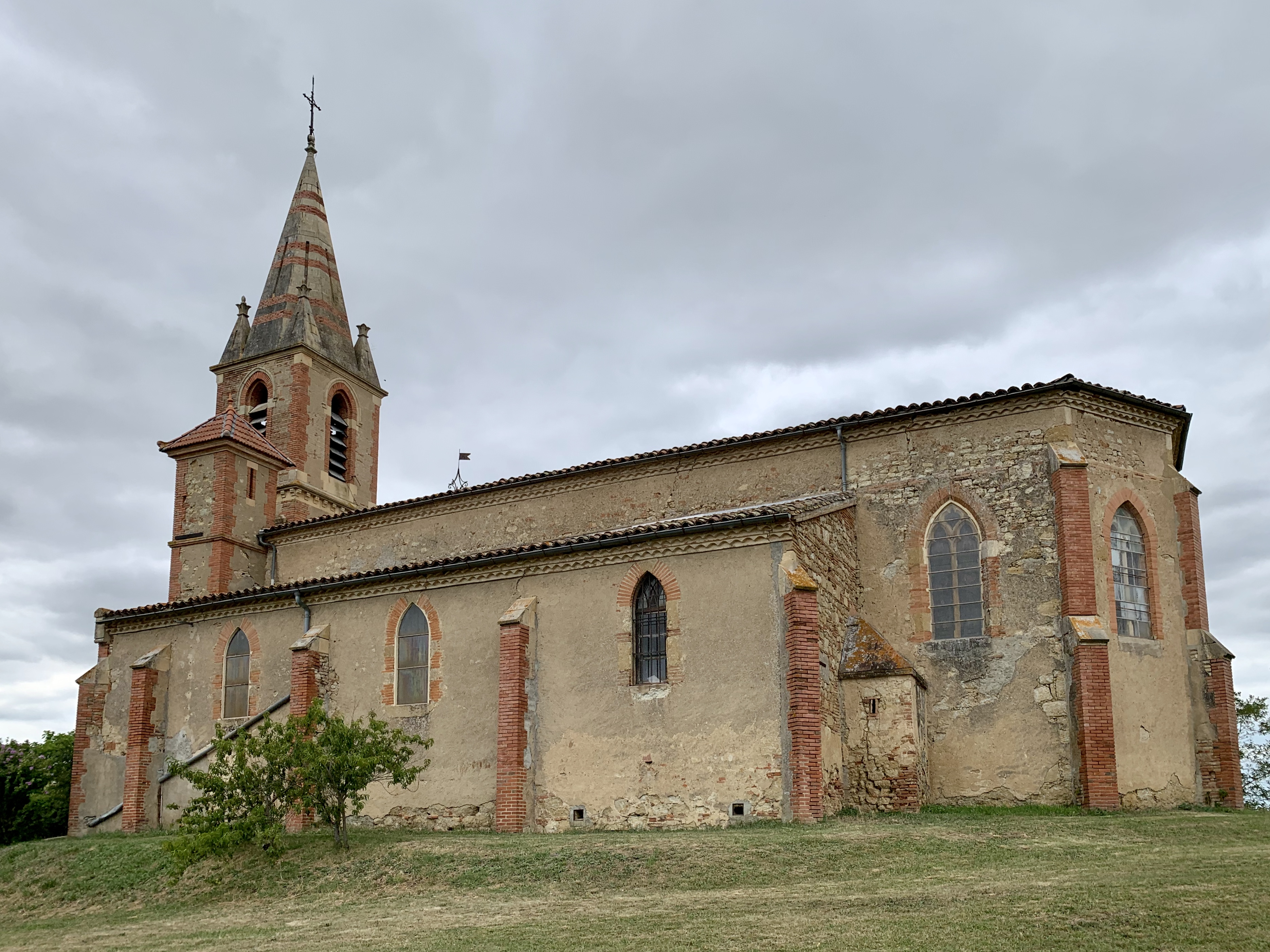
L'église Saint-Pierre.
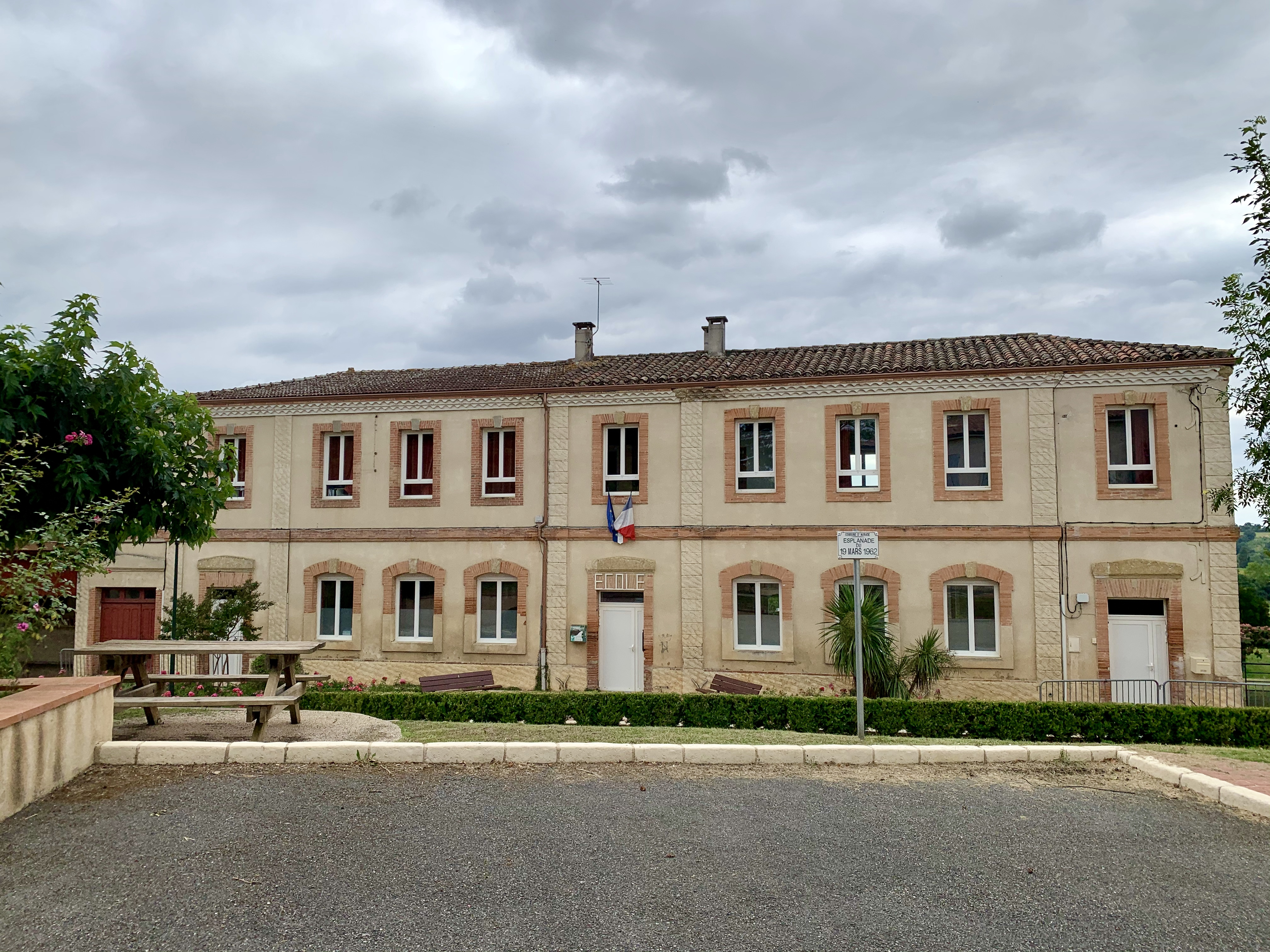
L'école primaire.
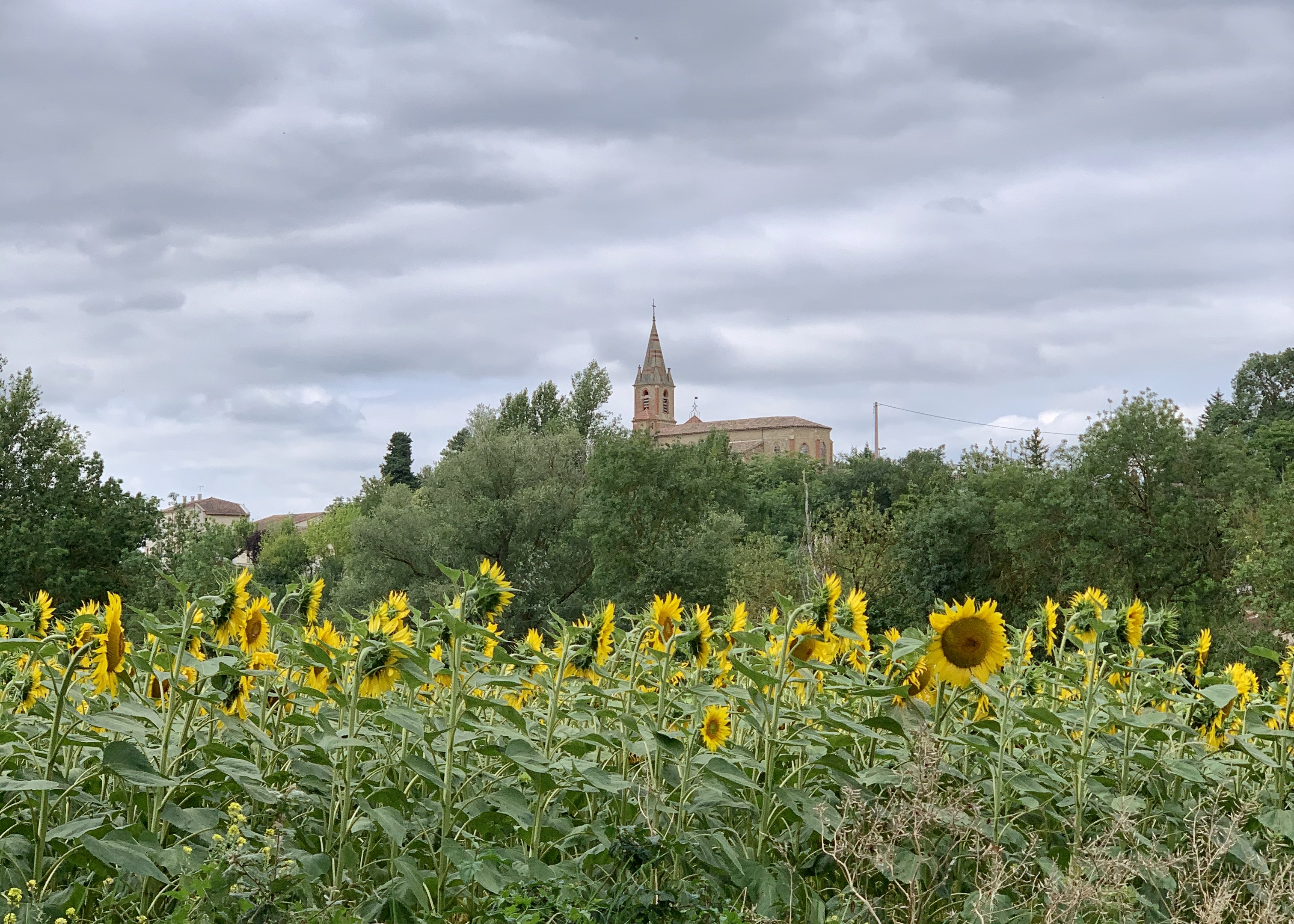

### Héraldique
| Blason | Blasonnement : D’azur à la croix cléchée, vidée et pommetée de douze pièces d’or, cantonnée en chef de deux étoiles du même. |

## Pour approfondir